# واچاگان سارگسیان
واچاگان آدییبکی سارگسیان (واس) (ارمنی: Վաչագան Ադիբեկի Սարգսյան (ՎԱՍ)؛  زادهٔ ۲۵ مهٔ ۱۹۵۱)، نویسنده ادبیات کودک و نوجوان، مترجم، ناشر و ویراستار اهل ارمنستان است.

## زندگی‌نامه
وی در ۲۵ مهٔ ۱۹۵۱ در روستای نوراشن به دنیا آمد و در سال ۱۹۷۴ از دانشکده ریاضیات کاربردی دانشگاه دولتی ایروان و در سال ۱۹۷۸ از دانشکده روزنامه‌نگاری همان دانشگاه فارغ‌التحصیل شد. بین سال‌های ۱۹۷۸ تا ۱۹۸۰ کنسرواتوار دولتی کومیتاس ایروان تحصیل نموده است. سارگسیان از سال ۲۰۰۷ عضو اتحادیه نویسندگان ارمنستان است. وی در هایرنی باردزراگوین خورهورد،  و آرمناکوب فعالیت کرده است.